# Roemeense gemeenschap in België
Met de Roemeense gemeenschap in België worden in België wonende Roemenen, of Belgen van Roemeense afkomst bedoeld. In Vlaanderen alleen woonden begin 2020 45.118 personen met de Roemeense nationaliteit.

## Geschiedenis
Hoewel er voor 2007 al Roemenen naar België migreerden, betekende de toetreding van Roemenië tot de Europese Unie in dit jaar een forse stijging in het aantal immigraties. Aanvankelijk golden nog enkele overgangsmaatregelen, die de toegang tot de arbeidsmarkt gedeeltelijk beperkten, maar sinds 31 december 2013 zijn Roemenen volledig vrij om werk te zoeken in België.
Veel Roemenen vinden in België werk in de bouwsector, de zorgsector en de schoonmaak. Onder hen staat een aanzienlijk deel als zelfstandige geregistreerd. Daarnaast is er een groot aantal Roemeense seizoenarbeiders actief in de tuinbouw en de fruitpluk, onder meer in Hoogstraten en Haspengouw.
Op verschillende plaatsen in het land worden kerkdiensten in het Roemeens gehouden, zowel van orthodoxe, katholieke als evangelische signatuur. In 2019 werd de kerk van Onze-Lieve-Vrouw van de Heilige Rozenkrans te Wilrijk overgedragen aan de Roemeens-Orthodoxe Kerk, die er eerder al erediensten organiseerde.

## Bekende Belgen van Roemeense afkomst
- Radu Bălescu, natuurkundige
- Lola Bobesco, violiste
- Oana Bogdan, architecte
- Michael Herck, autocoureur
- Anne-Marie Ilie, Miss Belgian Beauty 2007
- Florentina Mosora, biofysicus en actrice
- Alin Stoica, voetballer